# مثل بچه آدم
مثل بچه آدم یک فیلم کوتاه داستانی، ساخته آرین وزیردفتری است. 
این فیلم در سال ۲۰۱۸، به بخش سینه فونداسیون جشنواره فیلم کن راه یافت و در مجموع دوازده نمایش جهانی داشته‌ است.

## داستان فیلم
سارا پرستارِ خانگی پسربچه‌ای ۵ ساله به نام متین است. در یکی از روزها، متین داستانی را برای سارا تعریف می‌کند و سارا تصمیم می‌گیرد از خانه آنها دزدی کند.

## جوایز و نامزدی‌ها
- لوح تقدیر هیات داوران جشنواره فیلم‌های ایرانی زوریخ[۵]
- ‌ نامزد دریارفت سه جایزه بهترین فیلم، بهترین کارگردانی و بهترین تدوین در سی‌وپنجمین جشنواره فیلم کوتاه تهران - ۱۳۹۷[۶]
- برنده بهترین دستاورد هنری برای تدوین فیلم کوتاه داستانی از جشنواره فیلم شهر _ ۱۳۹۸.[۷]